# Sex Love & Pain II
Sex Love & Pain II è il settimo album in studio del cantante statunitense Tank, pubblicato nel 2016.

## Tracce
1. SLP2 – 4:46
2. You Don't Know (feat. Wale) – 4:07
3. She with the Shit (feat. Rich Homie Quan) – 3:38
4. #BDAY (feat. Chris Brown, Siya & Sage the Gemini) – 5:13
5. Fucking with Me – 4:04
6. Relationship Goals – 4:42
7. I Love Ya (feat. Yo Gotti) – 5:19
8. So Cold – 4:02
9. Better for You – 3:42
10. Already in Love (feat. Shawn Stockman) – 4:09
11. Him Her Them – 5:12
12. Bishop Cognac (Skit) – 2:23